# Ju Ji-hoon
Ju Ji-hoon (* 16. Mai 1982 in Seoul) ist ein südkoreanischer Schauspieler.

## Leben
Ju Ji-hoon studierte Schauspiel an der Kyonggi University. Er begann seine Karriere 2003 als Werbemodel für verschiedene Modemarken. 2006 hatte er seinen Durchbruch als Schauspieler in der romantischen Fernsehserie Goong, basierend auf der gleichnamigen Manhwa-Reihe. Mit der Rolle wurde er mit einem MBC Drama Award als Bester Neuer Schauspieler ausgezeichnet, während Yoon Eun-hye, die an seiner Seite spielte, den Preis als Beste Neue Schauspielerin erhielt.
2008 gab Ju sein Filmdebüt in Antique unter Regie von Min Kyu-dong, basierend auf dem Manga Antique Bakery. Der Film wurde zur Berlinale 2009 eingeladen. Kurz darauf spielte er an der Seite von Shin Mina in der romantischen Komödie The Naked Kitchen (2009).
Am 27. April 2009 wurde Ju aufgrund von Drogenkonsum festgenommen. Am 23. Juni 2009 gestand Ju vor Gericht, Ecstasy und Ketamin genommen zu haben. Er wurde zu sechs Monaten Haft, einem Jahr Bewährung, 120 Stunden gemeinnütziger Arbeit und einer Geldstrafe in Höhe von 360.000 Won verurteilt. Der Richter erklärte, es sei kein kleines Verbrechen, aber Ju habe Reue gezeigt.
Vom 2. Februar 2010 bis zum 21. November 2011 leistete Ju seinen Wehrdienst ab. Während dieser Zeit spielte er gemeinsam mit Lee Joon Gi vom 21. bis 29. August 2010 die Hauptrolle in dem Militär-Musical Voyage of Life. Dieses entstand in Erinnerung an den Koreakrieg, der 60 Jahre zuvor begann, und wurde vom Verteidigungsministerium und der Korea Musical Theatre Association gemeinsam produziert.
Im August 2012 kehrte Ju zum Film zurück in der Komödie I Am the King, inspiriert durch Mark Twains Roman Der Prinz und der Bettelknabe. Ju spielte dabei die Rollen des Kronprinzen Chungnyeong und des Sklaven Deok-chil in einer fiktionalen Handlung. Es folgten die Fernsehserien Five Fingers (2012) und Medical Top Team (2013) sowie der Liebesfilm Marriage Blue (2013). 2014 spielte er die Hauptrolle in dem chinesischen Film Xīn zhòu.
2015 arbeitete Ju erneut mit Min Kyu-dong für den Historienfilm The Treacherous über König Yeonsangun zusammen. 2016 spielte er eine der Hauptrollen in dem Kriminalthriller Asura – The City of Madness. Es folgte eine Hauptrolle in dem Fantasy-Blockbuster Along with the Gods: The Two Worlds (2017), basierend auf dem gleichnamigen Webtoon. Der Film hatte über 14,4 Millionen Kinozuschauer und ist der zweiterfolgreichste Film aller Zeiten in Südkorea. Die Rolle von Haewonmaek machte ihn sehr populär. Der zweite Teil folgte 2018. Im gleichen Jahr spielte er in dem Nordkoreathriller The Spy Gone North und dem Kriminalthriller A Dark Figure of Crime. Seine Leistung in beiden Filmen erhielt viel Kritikerlob und Ju wurde mit einigen Preisen als Bester Nebendarsteller ausgezeichnet. Für A Dark Figure of Crime erhielt er eine Nominierung als Bester Hauptdarsteller bei den Blue Dragon Awards.
Des Weiteren spielt Ju die Hauptrolle in der Netflix-Serie Kingdom, in der Joseon von Zombies heimgesucht wird. Noch vor Veröffentlichung der ersten Staffel wurde eine zweite Staffel in Auftrag gegeben.

## Filmografie

### Filme
- 2008: Antique (서양골동양과자점 앤티크)
- 2009: The Naked Kitchen (키친)
- 2012: I Am the King (나는 왕이로소이다)
- 2013: Marriage Blue (결혼전야)
- 2014: Love Suspects (心咒)
- 2014: Confession (좋은 친구들)
- 2015: The Treacherous (간신)
- 2016: Asura – The City of Madness (아수라)
- 2017: Along with the Gods: The Two Worlds (신과함께: 죄와 벌)
- 2018: The Spy Gone North (공작)
- 2018: Along with the Gods: The Last 49 Days (신과함께: 인과 연)
- 2018: Dark Figure of Crime (암수살인)

### Fernsehserien
- 2006: Goong (궁)
- 2007: The Devil (마왕)
- 2012: Five Fingers (다섯손가락)
- 2013: Medical Top Team (메디컬탑팀)
- 2015: Mask (가면)
- 2019–2020: Kingdom (킹덤)
- 2024: Blood Free (지배종)
- 2024: Light Shop (조명가게)
- 2025: The Trauma Code: Heroes on Call (중증외상센터)

## Auszeichnungen
Korea Best Dresser Swan Awards
- 2004: Auszeichnung in der Kategorie Bestes männliches Model[15]
- 2005: Auszeichnung in der Kategorie Bestes männliches Model

The Photographers’ Association
- 2005: Auszeichnung in der Kategorie Bestes männliches Model[16]

Asia Model Awards
- 2008: Star Prize

Baeksang Arts Awards
- 2009: Auszeichnung in der Kategorie Beliebtester Schauspieler für Antique[17]

MBC Drama Awards
- 2006: Auszeichnung in der Kategorie Bester Neuer Schauspieler für Goong[18]

SBS Drama Awards
- 2015: Excellent Actor Award for Drama Special für Mask[19]
- 2015: Top 10 Star Award für Mask

The Korea Film Actor’s Association
- 2016: Popular Film Star Award für Asura[20]

Buil Film Awards
- 2018: Auszeichnung in der Kategorie Bester Nebendarsteller für The Spy Gone North[21]

Korean Association of Film Critics Awards
- 2018: Auszeichnung in der Kategorie Bester Nebendarsteller für The Spy Gone North[22]

The Seoul Awards
- 2018: Auszeichnung in der Kategorie Bester Nebendarsteller für Along with the Gods: The Two Worlds und The Spy Gone North[23]

Blue Dragon Awards
- 2018: Popularitätspreis